# Número de Rayleigh
En mecánica de fluidos, el número de Rayleigh ({\displaystyle \mathrm {Ra} }) es un número adimensional definido como el producto del número de Grashof y el número de Prandtl. Está asociado con la transferencia de calor en el interior del fluido.
Cuando el número de Rayleigh está por debajo de un cierto valor crítico, la transferencia de calor se produce principalmente por conducción; cuando está por encima del valor crítico, la transferencia de calor se produce principalmente por convección.

## Etimología
El número de Rayleigh se llama así en honor a John Strutt, tercer barón de Rayleigh.

## Simbología
| Símbolo                       | Nombre                                                                         | Unidad |
| ----------------------------- | ------------------------------------------------------------------------------ | ------ |
| {\displaystyle \mathrm {Gr} } | Número de Grashof                                                              |        |
| {\displaystyle \mathrm {Pr} } | Número de Prandtl                                                              |        |
| {\displaystyle \mathrm {Ra} } | Número de Rayleigh                                                             |        |
| {\displaystyle L}             | Longitud característica, en este caso la distancia desde el inicio de la pared | m      |
| {\displaystyle T_{f}}         | Temperatura de la capa límite (Subíndice Ing. Film)                            | K      |
| {\displaystyle T_{s}}         | Temperatura de la pared (Subíndice Ing. Surface)                               | K      |
| {\displaystyle T_{\infty }}   | Temperatura del fluido alejado de la pared o corriente libre                   | K      |
| {\displaystyle V}             | Volumen                                                                        | m3     |
| {\displaystyle g}             | Gravedad                                                                       | m / s2 |
| {\displaystyle \alpha }       | Difusividad térmica                                                            | m2 / s |
| {\displaystyle \beta }        | Coeficiente de expansión térmica                                               | K-1    |
| {\displaystyle \nu }          | Viscosidad cinemática                                                          | m2 / s |

## Definición
El número de Rayleigh se define como:
{\displaystyle \mathrm {Ra} =\mathrm {Gr} \ \mathrm {Pr} }
|               | 1 | 2 | 3 |
| ------------- | --- | --- | --- |
| Ecuaciones    | {\displaystyle \mathrm {Ra} =\mathrm {Gr} \ \mathrm {Pr} }                                                                   | {\displaystyle \mathrm {Gr} ={\frac {\beta \ (T_{s}-T_{\infty })\ g\ V}{\nu ^{2}}}}                                          | {\displaystyle \mathrm {Pr} ={\frac {\nu }{\alpha }}}                                                                        |
| Sustituyendo  | {\displaystyle \mathrm {Ra} ={\frac {\beta \ (T_{s}-T_{\infty })\ g\ V}{\nu ^{2}}}{\Bigl (}{\frac {\nu }{\alpha }}{\Bigr )}} | {\displaystyle \mathrm {Ra} ={\frac {\beta \ (T_{s}-T_{\infty })\ g\ V}{\nu ^{2}}}{\Bigl (}{\frac {\nu }{\alpha }}{\Bigr )}} | {\displaystyle \mathrm {Ra} ={\frac {\beta \ (T_{s}-T_{\infty })\ g\ V}{\nu ^{2}}}{\Bigl (}{\frac {\nu }{\alpha }}{\Bigr )}} |
| Simplificando | {\displaystyle \mathrm {Ra} ={\frac {\beta \ (T_{s}-T_{\infty })\ g\ V}{\nu \ \alpha }}}                                     | {\displaystyle \mathrm {Ra} ={\frac {\beta \ (T_{s}-T_{\infty })\ g\ V}{\nu \ \alpha }}}                                     | {\displaystyle \mathrm {Ra} ={\frac {\beta \ (T_{s}-T_{\infty })\ g\ V}{\nu \ \alpha }}}                                     |

{\displaystyle \mathrm {Ra} ={\frac {\beta \ (T_{s}-T_{\infty })\ g\ V}{\nu \ \alpha }}}
Las propiedades físicas del fluido (Pr, ν, α y β) se deben evaluar a la temperatura de la capa límite que se define como:
{\displaystyle T_{f}={\frac {T_{s}+T_{\infty }}{2}}}

## Usos
En muchas situaciones de ingeniería, el número de Rayleigh tiene valores alrededor de 106 - 108.
Generalmente, la convección comienza para valores del número de Rayleigh mayores de mil, Ra>1000, mientras que para Ra<10 la transferencia de calor es completamente por conducción.
En geofísica el número de Rayleigh es de fundamental importancia: indica la presencia y fuerza de la convección en un fluido como el manto terrestre, que es un sólido pero se comporta como un fluido en escalas de tiempo geológicas. Para el manto terrestre el número de Rayleigh es elevado e indica que la convección en el interior de la tierra es vigorosa y variante, y esa convección es responsable de casi todo el calor transportado desde el interior hasta la superficie de la tierra.